# 4199 Andreev
A 4199 Andreev (ideiglenes jelöléssel 1983 RX2) a Naprendszer kisbolygóövében található aszteroida. Henri Debehogne fedezte fel 1983. szeptember 1-én.